# H-IIB
H-IIB était un lanceur spatial japonais développé pour mettre en orbite le cargo spatial HTV chargé de ravitailler la Station spatiale internationale. En service entre 2009 et 2020, il est fabriqué par la société Mitsubishi Heavy Industries pour le compte de l'agence spatiale japonaise JAXA. Les lancements ont lieu depuis la base de lancement de Tanegashima au sud du Japon. le lanceur H-IIB est une variante plus puissante du lanceur H-IIA capable de placer en orbite une charge utile plus lourde d'un tiers grâce à un premier étage au diamètre accru propulsé par deux moteurs au lieu d'un. 

## Historique
Au début des années 2000, le Japon dispose du lanceur H-IIA qui permet de mettre en orbite basse 15 tonnes. Des versions plus puissantes (212 et 222) utilisant le premier étage comme propulseurs d'appoint sont envisagées mais ne sont pas développées. En janvier 2006, l'agence spatiale japonaise, la JAXA, décide de développer un lanceur lourd H-IIB pour placer en orbite le cargo spatial HTV servant au ravitaillement de la Station spatiale internationale. Ce nouveau lanceur dérive également du H-IIA mais s'en distingue par un diamètre plus important (5,20 au lieu de 4 m) et son premier étage qui utilise 2 moteurs LE-7A au lieu d'un moteur unique. Le lanceur est systématiquement flanqué de quatre propulseurs d'appoint SRB ce qui lui permet de placer 15 à 19 tonnes en orbite terrestre basse. Ce lanceur est utilisé de manière exclusive pour placer en orbite le cargo spatial HTV.
Le premier lancement a lieu le 11 septembre 2009 et place avec succès le premier cargo spatial HTV-1. Le développement de ce nouveau lanceur exige depuis 2004 un budget d'environ 20 milliards de yens (150 millions d'euros).
Le lanceur H-3 lui succède à partir de 2022.
|                 |       |         | Charge utile | Charge utile |
| Lanceur         | Masse | Hauteur | Orbite basse | Orbite GTO   |
| --------------- | ----- | ------- | ------------ | ------------ |
| H-IIB           | 531 t | 56,6 m  | 19 t         | 8 t          |
| Longue Marche 5 | 867 t | 57 m    | 23 t         | 13 t         |
| Ariane 5 ECA    | 777 t | 53 m    | 21 t         | 10,5 t       |
| Atlas V 551     | 587 t | 62 m    | 18,5 t       | 8,7 t        |
| Delta IV Heavy  | 733 t | 71 m    | 29 t         | 14,2 t       |
| Falcon 9 FT     | 549 t | 70 m    | 23 t         | 8,3 t        |
| Proton-M/Briz-M | 713 t | 58,2 m  | 22 t         | 6 t          |

## Caractéristiques techniques
Le lanceur H-IIB est capable de placer une charge utile de 19 tonnes en orbite basse à comparer à la charge utile :
- de 15 tonnes pour le lanceur H-IIA, dont il dérive, dans la version la plus lourde produite (avec 4 SRB).
- de 21 tonnes pour le lanceur Ariane 5 ECA.

Sa performance en orbite terrestre basse est suffisante pour permettre le lancement du vaisseau cargo HTV (16 500 kg) jusqu'à l'altitude de la Station spatiale internationale, afin d'apporter à son équipage des consommables ainsi que des instruments scientifiques, à raison de 6 tonnes par an, et récupérer les déchets. 

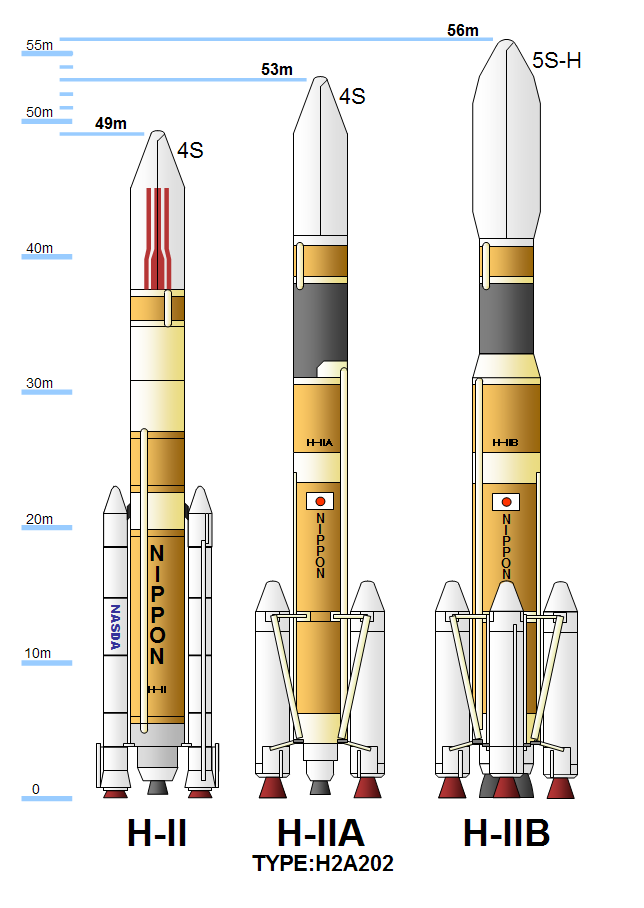
H-II, H-IIA et H-IIB.

| Version                | H-II                                    | H-IIA                                   | H-IIA                                   | H-IIB                                     |
| ---------------------- | --------------------------------------- | --------------------------------------- | --------------------------------------- | ----------------------------------------- |
| Étages                 | 2 + propulseurs d'appoint               | 2 + propulseurs d'appoint               | 2 + propulseurs d'appoint               | 2 + propulseurs d'appoint                 |
| Longueur               | 49 m                                    | 53–57 m                                 | 53–57 m                                 | 56 m                                      |
| Diamètre               | 4,0 m                                   | 4,0 m                                   | 4,0 m                                   | 5,2 m                                     |
| Masse au lancement     | 260 t                                   | 285–445 t                               | 285–445 t                               | 531 t                                     |
| Poussée                | 3962 kN                                 | jusqu'à 4913 kN                         | jusqu'à 4913 kN                         | 8372 kN                                   |
| Charge utile           | 10 t LEO 4 t GTO                        | 10–15 t LEO 4-6 t GTO                   | 10–15 t LEO 4-6 t GTO                   | 19 t LEO 8 t GTO                          |
|                        | Propulseurs d'appoint                   |                                         |                                         |                                           |
| Désignation            | H-II-0                                  | SRB-A                                   | SSB                                     | SRB-A                                     |
| Nombre                 | 2                                       | 2-4                                     | 0-4                                     | 4                                         |
| Longueur               | 23,36 m                                 | 15,2 m                                  | 14,9 m                                  | 15,2 m                                    |
| Diamètre               | 1,81 m                                  | 2,5 m                                   | 1,0 m                                   | 2,5 m                                     |
| Masse à vide           | 11,25 t                                 | 10,4 t                                  | 2,5 t                                   | 10,55 t                                   |
| Masse au lancement     | 70,4 t                                  | 76,4 t                                  | 15,5 t                                  | 76,5 t                                    |
| Propulsion             | H-II-0 avec une poussée de 1540 kN      | SRB-A avec une poussée de 2245 kN       | Castor 4XL avec une poussée de 745 kN   | 4 x SRB-A avec une poussée de 4 x 2305 kN |
| Durée de combustion    | 94 s                                    | 120 s                                   | 60 s                                    | 114 s                                     |
|                        | 1er étage                               |                                         |                                         |                                           |
| Désignation            | H-II-1                                  | H-IIA-1                                 | H-IIA-1                                 |                                           |
| Longueur               | 28 m                                    | 37,2 m                                  | 37,2 m                                  | 38,2 m                                    |
| Diamètre               | 4,0 m                                   | 4,0 m                                   | 4,0 m                                   | 5,2 m                                     |
| Masse à vide           | 11,9 t                                  | 13,6 t                                  | 13,6 t                                  | 24,2 t                                    |
| Masse au lancement     | 98,1 t                                  | 113,6 t                                 | 113,6 t                                 | 202 t                                     |
| Propulsion             | LE-7 avec une poussée de 844/1080 kN 1) | LE-7A avec une poussée de 870/1096,5 kN | LE-7A avec une poussée de 870/1096,5 kN | 2x LE-7A avec une poussée de 2196 kN      |
| Durée de combustion    | 346 s                                   | 397 s                                   | 397 s                                   | 352 s                                     |
|                        | 2e étage                                |                                         |                                         |                                           |
| Désignation            | LE-5A                                   | LE-5B                                   | LE-5B                                   | LE-5B-2                                   |
| Longueur               | 10,7 m                                  | 9,2 m                                   | 9,2 m                                   | 11 m                                      |
| Diamètre               | 4,0 m                                   | 4,0 m                                   | 4,0 m                                   | 4,0 m                                     |
| Masse à vide           | 2,7 t                                   | 3,0 t                                   | 3,0 t                                   | 3,4 t                                     |
| Masse au lancement     | 19,7 t                                  | 19,6 t                                  | 19,6 t                                  | 20 t                                      |
| Propulsion             | LE-5A avec une poussée de 121,6 kN      | LE-5B avec une poussée de 137,16 kN     | LE-5B avec une poussée de 137,16 kN     | LE-5B-2 avec une poussée de 137,2 kN      |
| Durée de la combustion | 609 s                                   | 534 s                                   | 534 s                                   | 499 s                                     |

1) Poussée au niveau de la mer/dans le vide

## Historique des lancements
| Vols | Date (UTC)                | Site de lancement                          | Charge utile | Résultats | Remarques                                                                  |
| ---- | ------------------------- | ------------------------------------------ | --- | --------- | -------------------------------------------------------------------------- |
| 1    | 10 septembre 2009 à 17h01 | Yoshinobu Launch Complex (en), Tanegashima | HTV-1 | Succès    | Premier vol du H-IIB                                                       |
| 2    | 22 janvier 2011 à 05h38   | Yoshinobu Launch Complex (en), Tanegashima | HTV-2 | Succès    |                                                                            |
| 3    | 21 juillet 2012 à 02h06   | Yoshinobu Launch Complex (en), Tanegashima | HTV-3 RAIKO (en)* We Wish (en)* Niwaka (en)* TechEdSat (en)* F-1 (en)*                                          | Succès    | *CubeSats transportés à bord de HTV, qui seront déployés à partir de l'ISS |
| 4    | 3 août 2013 à 19h48       | Yoshinobu Launch Complex (en), Tanegashima | HTV-4 Pico Dragon* Ardusat-1* Ardusat-X (de)* TechEdSat-3*                                                      | Succès    | *CubeSats transportés à bord de HTV, qui seront déployés à partir de l'ISS |
| 5    | 19 août 2015 à 11h50      | Yoshinobu Launch Complex (en), Tanegashima | HTV-5 14 Flock 2b* SERPENS* S-CUBE* GOMX 3* AAUSAT 5 (da)*                                                      | Succès    | *CubeSats transportés à bord de HTV, qui seront déployés à partir de l'ISS |
| 6    | 9 décembre 2016 à 13h26   | Yoshinobu Launch Complex (en), Tanegashima | HTV-6 Lemur 2 18 à 21* TechEdSat 5* EGG* TuPOD* AOBA-VELOX 3* STARS C* ITF 2* Waseda-SAT 3* OSNSAT* Tancredo 1* | Succès    | *CubeSats transportés à bord de HTV, qui seront déployés à partir de l'ISS |
| 7    | 22 septembre 2018 à 17h52 | Yoshinobu Launch Complex (en), Tanegashima | HTV-7 SPATIUM-I* RSP-00* STARS-Me*                                                                              | Succès    | *CubeSats transportés à bord de HTV, qui seront déployés à partir de l'ISS |
| 8    | 24 septembre 2019 à 16h05 | Yoshinobu Launch Complex (en), Tanegashima | HTV-8 AQT-D* RWASAT 1* NARSScube 1*                                                                             | Succès    | *CubeSats transportés à bord de HTV, qui seront déployés à partir de l'ISS |
| 9    | 20 mai 2020 à 17h31       | Yoshinobu Launch Complex (en), Tanegashima | HTV-9 | Succès    | Dernier vol du lanceur et du vaisseau cargo HTV dans sa version d'origine  |

### Document de référence
- (en) Brian Harvey, Henk H F Smid et Theo Pirard, Emerging space powers : The new space programs of Asia, the Middle East ans South America, Springer Praxis, 2010 (ISBN 978-1-4419-0873-5).